# John Lynch (Schauspieler)

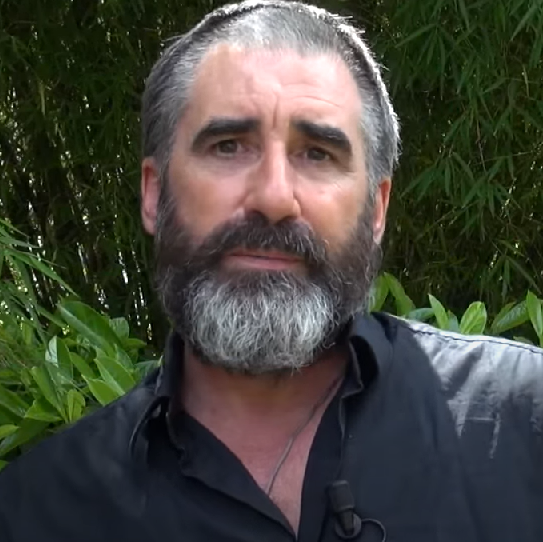
John Lynch, 2015

John Lynch (* 26. Dezember 1961 in Corrinshego, County Armagh) ist ein nordirischer Schauspieler und Autor.

## Leben und Karriere
John Lynch wurde 1961 im Townland Corrinshego nahe Newry als ältestes von fünf Kindern eines einfachen Arbeiters geboren. Seine jüngere Schwester Susan Lynch wurde später ebenfalls schauspielerisch tätig.
Er studierte am St. Colman’s College in Newry und später an der Londoner Central School of Speech and Drama. 1984 spielte er eine der Hauptrollen im Thriller Cal, wofür er im Jahr 1985 für den British Academy Film Award (BAFTA Award) nominiert wurde. Danach trat er ein Jahr lang unter der Regie von Charles Sturridge in der Theaterproduktion von Anton Tschechows Die Möwe als Konstantin an der Seite von Vanessa Redgrave, Jonathan Pryce und Natasha Richardson auf. Nachfolgend war er in der von der Royal Shakespeare Company produzierten Inszenierung von Nicholas Nickleby als Smike zu sehen. Später folgten Auftritte in Inszenierungen von Electra oder Hamlet.
Im Film Tote Gleise (1992) spielte er neben Julie Christie und Donald Sutherland eine der größeren Rollen. Für seine Rolle im historischen Filmdrama Moll Flanders, in dem Lynch neben Morgan Freeman auftrat, wurde er 1997 für den Golden Satellite Award nominiert. Im Filmdrama Sie liebt ihn – sie liebt ihn nicht (1998) spielte Lynch an der Seite von Gwyneth Paltrow die Rolle des Gerry. Lynch schrieb gemeinsam mit Mary McGuckian das Drehbuch für die George-Best-Filmbiografie Best (2000), in der er auch die Hauptrolle des ehemaligen Starspielers von Manchester United übernahm. Für diese Rolle gewann er 2000 den Ft. Lauderdale International Film Festival Award. Für seine Rolle im Fernsehfilm The Baby War (2005) wurde er für den irischen IFTA Award nominiert.
Von 2013 bis 2016 spielte er an der Seite von Gillian Anderson und Jamie Dornan die Rolle des Jim Burns in der BBC-Two-Krimiserie The Fall – Tod in Belfast. In der ersten Staffel der Anthologie-Serie The Terror übernahm Lynch die Rolle des John Bridgens. In der dritten Staffel der Serie Harlots – Haus der Huren war er 2019 in der Rolle des Jonas Young zu sehen.
Neben der Schauspielerei ist Lynch auch als Autor aktiv. Er veröffentlichte 2005 seinen Debütroman Torn Water. 2010 erschien Lynchs zweiter Roman Falling Out of Heaven.
Lynch war seit 1993 mit der Regisseurin und Drehbuchautorin Mary McGuckian liiert und seit 1997 verheiratet; das Paar trennte sich 2008.

## Filmografie (Auswahl)
- 1984: Cal
- 1990: Attentat in Birmingham (The Investigation: Inside a Terrorist Bombing, Fernsehfilm)
- 1990: M.A.R.K. 13 – Hardware (Hardware)
- 1990: 1871
- 1990–1991: Making Out (Fernsehserie, 5 Episoden)
- 1991: All Good Things (Fernsehserie, 6 Episoden)
- 1991: Mensch oder Bestie (Chimera, Miniserie, 4 Episoden)
- 1991: Edward II
- 1992: Tote Gleise (The Railway Station Man)
- 1993: Der geheime Garten (The Secret Garden)
- 1993: Im Namen des Vaters (In the Name of the Father)
- 1994: Das Geheimnis des Seehundbabys (The Secret of Roan Inish)
- 1994: Prinzessin Caraboo (Princess Caraboo)
- 1994: Words Upon the Window Pane
- 1995: Grenzenloser Haß (Nothing Personal)
- 1995: Angel Baby
- 1996: Monkey Boy
- 1996: Mütter & Söhne (Some Mother’s Son)
- 1996: Moll Flanders
- 1997: This Is the Sea
- 1998: Sie liebt ihn – sie liebt ihn nicht (Sliding Doors)
- 1998: The Quarry
- 2000: George Best – Ein Fußballgott im Abseits (Best, auch Drehbuch)
- 2001: The Seventh Stream (Fernsehfilm)
- 2002: Puckoon
- 2002: Re-inventing Eddie
- 2002: Evelyn
- 2003: Conspiracy of Silence
- 2003: Alien Jäger – Mysterium in der Antarktis (Alien Hunter)
- 2004: Die Brücke von San Luis Rey (The Bridge of San Luis Rey)
- 2005: The Baby War (Fernsehfilm)
- 2005: Isolation
- 2005: Bleak House (Miniserie, 2 Episoden)
- 2005: Lassie kehrt zurück (Lassie)
- 2007: The Yellow House (Fernsehfilm)
- 2008: Das Lager – Wir gingen durch die Hölle (In Tranzit)
- 2008: Das Leiden Christi (The Passion, Miniserie, 4 Episoden)
- 2009: Holy Water
- 2009: The Tournament
- 2009, 2012: Merlin – Die neuen Abenteuer (Merlin, Fernsehserie, 2 Episoden)
- 2010: Silent Witness (Fernsehserie, 2 Episoden)
- 2010: Mo (Fernsehfilm)
- 2010: Five Day Shelter
- 2010: Black Death
- 2010: Night Wolf
- 2010: Die Weihnachtsgeschichte – Das größte Wunder aller Zeiten (The Nativity, Miniserie, 3 Episoden)
- 2011: Ghosted – Albtraum hinter Gittern (Ghosted)
- 2011: The Jury (Fernsehserie, 5 Episoden)
- 2011: Vera – Ein ganz spezieller Fall (Vera, Fernsehserie, 1 Episode)
- 2012: The Hot Potato
- 2012: Private Peaceful – Mein Bruder Charlie (Private Peaceful)
- 2012: Das verlorene Labyrinth (Labyrinth, Fernsehfilm)
- 2013: Crossing Lines (Serie, 1 Episode)
- 2013: Die Möbius-Affäre (Möbius)
- 2013–2016: The Fall – Tod in Belfast (The Fall, Fernsehserie, 17 Episoden)
- 2014: Scintilla
- 2014: The Assets (Miniserie, 4 Episoden)
- 2014: Mord auf Shetland (Shetland, Fernsehserie, 2 Episoden)
- 2015: Killing Jesus (Fernsehfilm)
- 2016: To Kill a Man – Kein Weg zurück (Detour)
- 2016: Alleycats
- 2016: Retribution (Miniserie, 4 Episoden)
- 2016: Stromaufwärts (En amont du fleuve)
- 2017: Gottes Wege sind blutig (Pilgrimage)
- 2017: Numéro une
- 2017: Kissing Candice
- 2018: Paulus, der Apostel Christi (Paul, Apostle of Christ)
- 2018: The Terror (Fernsehserie, 5 Episoden)
- 2019: Tin Star (Fernsehserie, 7 Episoden)
- 2019: Harlots – Haus der Huren (Harlots, Fernsehserie, 4 Episoden)
- 2019: Die Medici (Medici, Fernsehserie, 3 Episoden)
- 2020: Boys from County Hell
- 2020–2022: The Head (Fernsehserie, 12 Episoden)
- 2020: The Banishing
- 2024: Sew Torn
- 2024: They See You (The Watchers)

## Theatrografie (Auswahl)
- 1984–1985: The Seagull (Queen’s Theatre, London)
- 1984–1985: The Seagull (Lyric Theatre, Hammersmith, London)
- 1984–1985: The Seagull (Theatre Royal, Bath)
- 1985–1986: The Life and Adventures of Nicholas Nickleby (The Royal Shakespeare Theatre, Stratford-upon-Avon)
- 1987–1988: Infidelities (Lyric Theatre, Hammersmith, London)
- 1988: The Tutor (Old Vic Theatre, London)
- 1988: The Strangeness of Others (Cottesloe Theatre, National Theatre)
- 1988: The Way South (National Theatre Studio)
- 1988–1989: Electra (Royal Shakespeare Company, Stratford-Upon-Avon)

## Romane
- Torn Water. Fourth Estate, London, 2005, ISBN 978-0-007-20268-3.
- Falling Out of Heaven. Fourth Estate, London, 2010, ISBN 978-0-007-34870-1.